# Anna Viola Hallberg
Anna Viola Hallberg, född 5 mars 1967 i Mariestad, är en svensk konstnär och kurator. Hallberg finns representerad vid Göteborgs konstmuseum

## Separat utställningar i urval
Anna Viola Hallberg har medverkat i ett flertal utställningar, både individuellt och i samarbete med andra konstnärer.
År 2005 ställde hon ut på Norrköpings konstmuseum, följt av en utställning på Göteborgs konsthall 2006 och Uppsala konstmuseum 2007. Under 2008 visades hennes verk på flera platser: Kulturhuset, Stockholm, Göteborgs konstmuseum, Rosphoto och Space Taiga i S:t Petersburg, Ryssland.
I samarbete med Annica Karlsson Rixon ställde hon ut på Moderna museet i Stockholm 2010, på Galleri Fotohof i Salzburg, Österrike och i Berkeley, Kalifornien, USA 2011. Samma samarbete fortsatte med en utställning på Gävle Konstcentrum 2012 och Världskulturmuseet i Göteborg 2016.
I samarbete med Björn Perborg medverkade hon i en utställning på Konstepidemin i Göteborg 2013.
Under 2015 visades hennes verk på Luleå Konsthall, Spaces i Cleveland, Ohio, USA, samt på Muse i Querétaro, Mexiko. Året därpå, 2016, deltog hon i en utställning på Dunkers kulturhus i Helsingborg.

## Projekt för det offentliga rummet
- Gold Earth Dome - Nävertorp, Katrineholm  2016 (Samarbete med Madeleine Hatz), Statens Konstråd (Konst händer)
- Mural 2012, Götene, Mariestad, Skövde, Lidköping, 2012
- Stadslaboratoriet, Mariestad, 2010–2011